# Hugh Rouse
Hugh Rouse (Brentford, 17 gennaio 1920 – Alberton, 17 maggio 1998) è stato un attore britannico naturalizzato sudafricano.

## Biografia
Partecipò alla seconda guerra mondiale inquadrato nella Royal Navy. Alla fine della guerra decise di stabilirsi in Sudafrica dove iniziò a lavorare per la radio. Successivamente si dedicò alla carriera cinematografica interpretando il ruolo di caratterista in circa 30 film, soprattutto in serie televisive. Morì ad Alberton dopo una lunga malattia.

## Filmografia
- Il gigante della roccia del falco, regia di James Uys (1964)
- One Away, regia di Sidney Hayers (1976)
- Uno sporco eroe, regia di Peter Collinson (1977)
- Città in fiamme, regia di Alvin Rakoff (1979)
- Io sto con gli ippopotami, regia di Italo Zingarelli (1979)
- Il rally più pazzo d'Africa, regia di Harry Hurwitz (1982)
- Scavengers - L'avvoltoio bianco, regia di Dee McLachlan (1988)
- Soggiorno all'inferno, regia di Ami Artzi (1988)